# 마쓰시로성

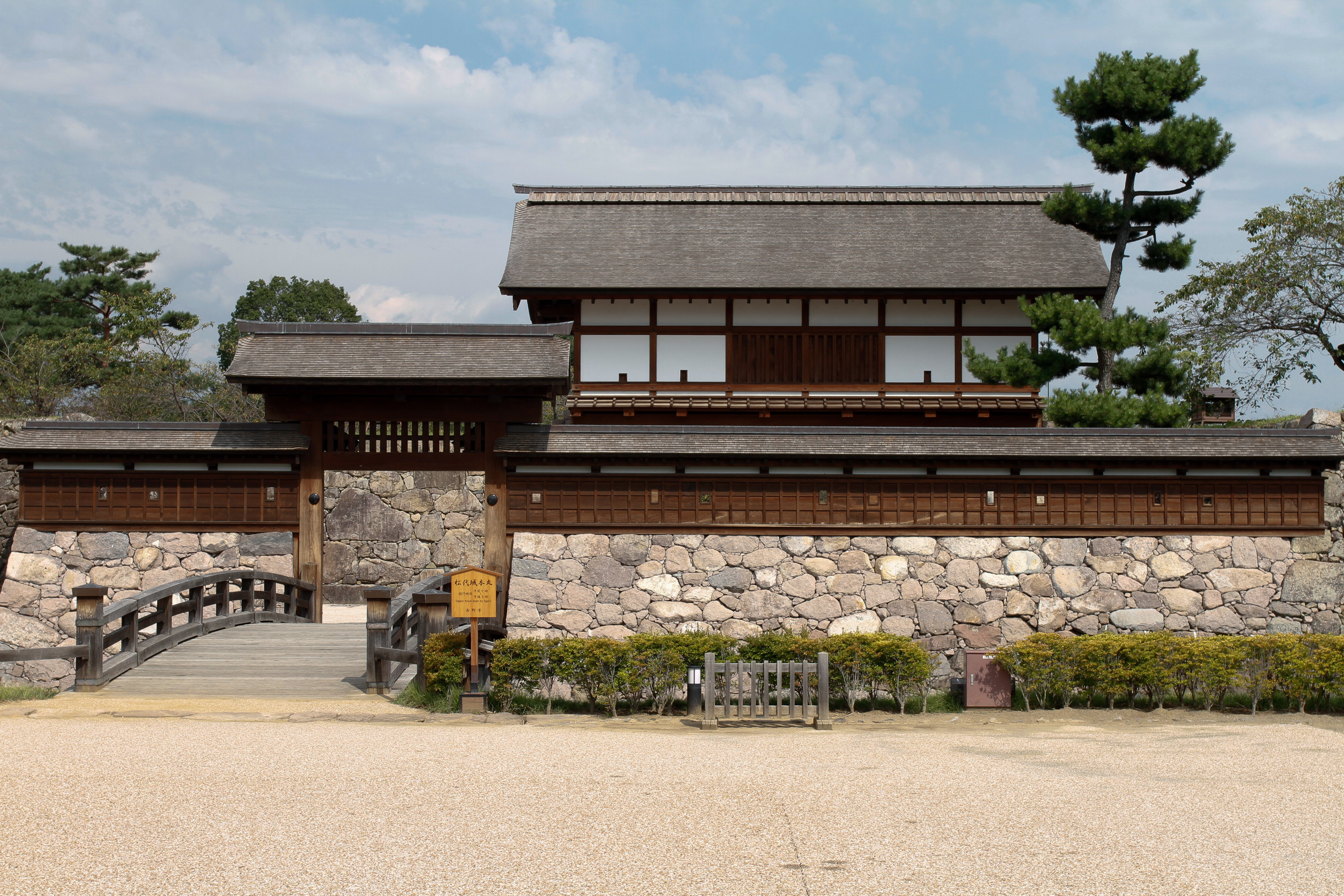
마쓰시로성

마쓰시로성(松代城 마쓰시로조[*])은 일본 나가노현 나가노시에 있는 성이다. 원래는 가이즈성(海津城 가이즈조[*])이라고도 불리었다. 국가 사적으로 지정되어 있다.